# Chaetostoma fastigiatum
Chaetostoma fastigiatum är en tvåhjärtbladig växtart som beskrevs av Charles Victor Naudin. Chaetostoma fastigiatum ingår i släktet Chaetostoma och familjen Melastomataceae. Inga underarter finns listade i Catalogue of Life.